# Tapiola (Sibelius)

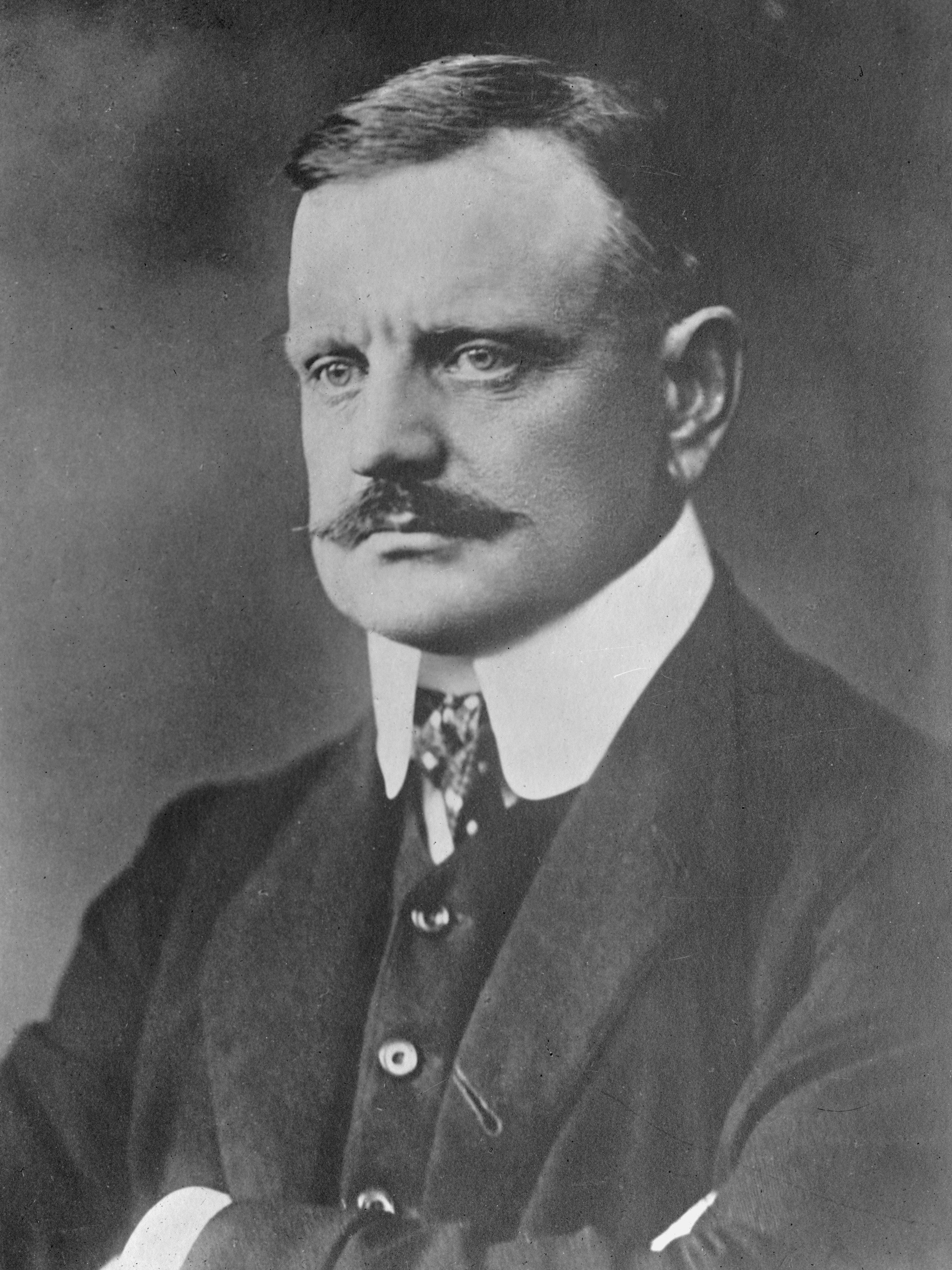
Retrato de Jean sibelius

Tapiola (literalmente, "Reino de Tapio"), Op. 112, es un poema sinfónico del compositor finlandés Jean Sibelius, escrito en 1926. Fue el producto de un encargo de Walter Damrosch para la Orquesta Filarmónica de Nueva York. Tapiola retrata a Tapio, el espíritu del bosque animado mencionado en el Kalevala, al acecho en los crudos bosques de coníferas finlandeses que envolvían la aislada casa de Sibelius en Ainola a las afueras de Järvenpää.
Fue estrenada por Walter Damrosch y la Sociedad Sinfónica de Nueva York el 26 de diciembre de 1926.
Tapiola es la última gran obra de Sibelius, aunque vivió durante otros treinta años. Se sabe que comenzó a trabajar en otra Sinfonía, pero se dice que quemó los bocetos después de estar descontento con el resultado.
Una interpretación normal de Tapiola dura entre quince y veinte minutos. Está orquestada para tres flautas (la tercera un flautín), dos oboes, un corno inglés, dos clarinetes, un clarinete bajo, dos fagots, un contrafagot, cuatro trompas, tres trompetas, tres trombones, timbales y cuerdas. El editor original fue Breitkopf & Härtel, quien publicó la mayor parte de las obras de Sibelius.
Robert Kajanus dirigió la Orquesta Sinfónica de Londres para HMV el 29 de junio de 1932, en Abbey Road Studio 1 en la primera grabación de Tapiola. En 1953 Herbert von Karajan dirigió la Orquesta Philharmonia en el primero de sus cuatro grabaciones de la obra. (Sibelius decía de Karajan que era "el único que realmente entiende mi trabajo.") Thomas Beecham y la Royal Philharmonic Orchestra grabaron la música en 1955; fue una de las primeras grabaciones estereofónicas realizadas por EMI Classics. Desde entonces, numerosos directores y orquestas han grabado la obra. El gesto melódico de apertura a partir del cual se desarrolla toda la pieza: